# Astronomska knjižnica, Ljubljana
Astronomska knjižnica (Fizikalna, astronomska in meteorološka knjižnica) je visokošolska knjižnica, ki deluje v sklopu Fakultete za matematiko in fiziko.

## Zgodovina
Leta 1948 sta bili pod vodstvom pokojnega prof. dr. Frana Dominka ustanovljeni Katedra za astronomijo in astronomska knjižnica. Pod Dominkovim vodstvom je bil precejšen del proračuna katedre porabljen za nabavo knjig s področja astronomije in sorodnih znanosti. 
Astronomski observatorij v Beogradu, kjer je bil Dominko pred prihodom v Ljubljano (1948) zaposlen, je prispeval začetni fond knjižnice. Delno je bil začetni fond pridobljen tudi z donacijami posameznikov ter iz antikvariatov. Od leta 1995 je knjižnica aktivna članica COBISS-a. Danes knjižnica deluje v okviru Observatorija Golovec (Pot na Golovec 25).

## Zbirka
Fond astronomske knjižnice obsega priblino 4000 knjig in približno 2500 številk periodičnih publikacij, ki pokrivajo vsa področja astronomije in astrofizike. Redno je naročenih 33 serijskih publikacij, ki obsegajo vse pomembnejše profesionalne tuje astronomske revije pa tudi publikacije namenjene ljubiteljem astronomije in širši publiki. Omogoča tudi dostop do baz podatkov kot sta SpringerLink in ScienceDirect.